# La Zarza (Fasnia)
La Zarza es una de las entidades de población que conforman el municipio de Fasnia, en la provincia de Santa Cruz de Tenerife ―Canarias, España―.

## Geografía
Está situado a unos tres kilómetros del casco urbano de Fasnia, a una altitud de 660 m s. n. m. Posee una superficie total de 8,13 km².
La Zarza posee una iglesia parroquial dedicada a la virgen del Carmen y una ermita, un consultorio médico, un centro de educación infantil y primaria, una casa de la juventud con biblioteca y ludoteca, un terrero insular de lucha canaria, un polideportivo, así como plazas públicas, parques infantiles y algunos pequeños comercios. También posee varias viviendas dedicadas al turismo rural.
Parte de su superficie se encuentra incluida en el parque nacional del Teide y en el parque natural de la Corona Forestal.

## Historia
La Zarza es uno de los núcleos tradicionales del municipio, apareciendo con cuarenta y seis vecinos ―unos 230 habitantes― hacia 1735, teniendo en esa época casi el doble de habitantes que el propio casco de Fasnia.
A mediados del siglo xix aparece descrito de la siguiente manera:

ZARZA. (LA) Lugar situado en término jurisdiccional de Fásnia, partido judicial de Santa Cruz de Tenerife, isla de Tenerife. Dista de la cabeza del distrito municipal 2 kilómetros 503 metros, y lo componen 102 edificios de un piso, 7 de
dos y 69 chozas ú hogares, habitados 144 constantemente por 145 vecinos 637 almas, 4 temporalmente y 30 inhábitados.

La antigua ermita de la virgen del Carmen fue construida entre 1909 y 1912 por iniciativa popular junto al antiguo calvario que existía en el lugar desde finales del siglo xviii. En 1949 se planteó la creación de una nueva iglesia en un lugar más céntrico, construyéndose el moderno templo entre 1956 y 1980.

## Demografía
| Año        | 2000 | 2005 | 2010 | 2015 | 2020 |
| ---------- | ---- | ---- | ---- | ---- | ---- |
| Habitantes | 514  | 461  | 450  | 426  | 406  |

## Fiestas
En La Zarza se celebran fiestas patronales en honor a la virgen del Carmen la tercera semana del mes de julio. Asimismo, en el mes de mayo se llevan a cabo festejos dedicados a María Auxiliadora, destacando la conocida como Procesión de los Faroles en la que los vecinos portan farolillos durante el recorrido de la imagen por las calles del barrio.

## Comunicaciones
Se accede al barrio por la carretera de La Sombrera TF-532.

### Transporte público
La Zarza cuenta con un servicio de transporte a la demanda, mediante microbuses, denominado Tuwawa —ofrecido por TITSA— que realiza funciones de transporte público dentro del municipio.
En guagua ―autobús― queda conectado mediante las siguientes líneas de TITSA:
| Línea | Trayecto                        | Recorrido     |
| ----- | ------------------------------- | ------------- |
| 032   | Güímar - Las Eras - La Sombrera | Horario/Línea |
| 033   | Güímar - Fasnia - La Sombrera   | Horario/Línea |

## Lugares de interés
- Mirador de La Gambuesa